# Bahnhof Hinzerath
Der Bahnhof Hinzerath ist ein Bahnhof in Morbach im Ortsteil Hinzerath in Rheinland-Pfalz. Er ist der höchste Bahnhof auf der Hunsrückquerbahn zwischen Hermeskeil und Langenlonsheim.

## Geschichte
Der Bahnhof wurde am 15. Oktober 1902 mit dem Bau des Abschnitts von Kirchberg (Hunsrück) nach Morbach errichtet.
Nach Zerstörung des Hoxeler Viadukts und weiterer Viadukte im Zweiten Weltkrieg konnte der Bahnhof zunächst nicht mehr angefahren werden. Ab den 1950er Jahren war die Strecke jedoch wieder durchgängig befahrbar.
Am 29. Mai 1976 wurde der Personenverkehr zwischen Simmern und Hermeskeil eingestellt.
2008 wurde in Hinzerath ein Schienenbus für Probefahrten im Hinblick auf eine bevorstehende Reaktivierung als Museumsbahn verladen. Von 2009 bis 2014 verkehrte eine Museumsbahn durch den Bahnhof.

## Bahnhofsgebäude und Bahnhofsumfeld
Das denkmalgeschützte Bahnhofsgebäude stammt aus der Anfangszeit des 20. Jahrhunderts. Es ist als Typenbau mit Bruchstein-, Schiefer- und Fachwerkflächen konstruiert. Im Erdgeschoss befinden sich große Segmentbogenfenster. Heute (2017) ist das Gebäude im Privatbesitz. Das Gebäude steht unter Denkmalschutz.
Mitte der 1930er Jahre wurde die Bahnanlagen in Hinzerath erheblich erweitert. Dabei wurde unter anderem ein heute (2017) noch erkennbares 700 m langes Kreuzungsgleis erbaut. Vermutlich waren ursprünglich alle Bahnhofsgleise so lang, jedoch wurden sie nach dem Zweiten Weltkrieg größtenteils gekürzt. Wahrscheinlich gab es seinerzeit sogar vier Gleise im Bahnhof.
Die Hebelbank im Bahnhof hatte 35 Hebelplätze. 1954 wurde die Hebelbank bis auf sieben Teile gekürzt. Das Stellwerk stammte von der Firma Jüdel. Der Bahnhof verfügte über eine Hochrampe und eine Ladestraße.
Im Bahnhof gab es eine Schrankenanlage, die bis zur Einstellung des Personenverkehrs von einem Schrankenwärter besetzt war.
Im September 1969 wurde am westlichen Ende des Bahnhofs der Gleisanschluss Mettler eingebaut, welcher in den folgenden 25 Jahren immer für ein gutes Aufkommen im Bahnhof sorgte. Er bestand bis zur Schließung der Firma Mettler Mitte der 1990er Jahre.
Im Juni 1985 wurden zunächst einige Weichen zurückgebaut. 1989 erfolgte schließlich der Rückbau zur Haltestelle. Dieser Zustand ist bis heute (2017) unverändert geblieben.
Aktuell (2021) wird das Gebäude durch die neuen Investoren denkmalgerecht im historischen Kontext eines Bundesbahn-Landbahnhofs der 1950–1970er Jahre restauriert, dass die lebendige Nutzung des Bahnhofs als offenen Ort für die Dorfgemeinschaft und Wanderer-Einkehr, als Bahn-Museum sowie Tagungs- und Schulungszentrum bzw. Pension vorsieht. Die IG Nationalparkbahn arbeitet an der Ertüchtigung des Gebäudes und der Bahnstrecke um wieder einen Museumsverkehr fahren zu lassen.